# آدريان باربروغر
آدريان باربروغر (بالفرنسية: Adrien Berbrugger)‏ اسمه الكامل لويس آدريان باربروغر، ولد في باريس في 11 ماي 1801 وتوفي في الجزائر العاصمة هو عالم اثار فرنسي وفقيه في المصادر المكتوبة (فيلولوجيا) اختص في تاريخ الجزائر من اثارها ومصادرها المكتوبة.